# Boswellia ovalifoliolata
Boswellia ovalifoliolata là một loài thực vật có hoa trong họ Burseraceae. Loài này được N.P.Balakr. & A.N.Henry mô tả khoa học đầu tiên năm 1961.